# Kohlenstoffnanoröhre

Schematische Darstellung der räumlichen Struktur einer Kohlenstoffnanoröhre

Kohlenstoffnanoröhren, auch CNT (englisch carbon nanotubes) genannt, sind aus Kohlenstoff bestehende Röhren (molekulare Nanoröhren) mit Durchmessern im Nanometerbereich.
Sie sind aus wabenartigen Gittern von Kohlenstoffatomen, ähnlich der Struktur von Graphen oder den Fullerenen, aufgebaut. Die Struktur wird dabei durch die sp2-Hybridisierung der Kohlenstoffatome vorgegeben. Der Durchmesser der Röhren liegt meist im Bereich von 1 bis 50 nm, es wurden aber auch Röhren mit nur 0,4 nm Durchmesser hergestellt. Längen von bis zu einem halben Meter für einzelne Röhren und bis zu 20 cm für Röhrenbündel wurden bereits erreicht.
Man unterscheidet zwischen ein- oder mehrwandigen und offenen oder geschlossenen Röhren (mit einem Deckel, der einen Ausschnitt aus einer Fullerenstruktur hat), sowie zwischen leeren und gefüllten Röhren (beispielsweise mit Fullerenen).

## Eigenschaften

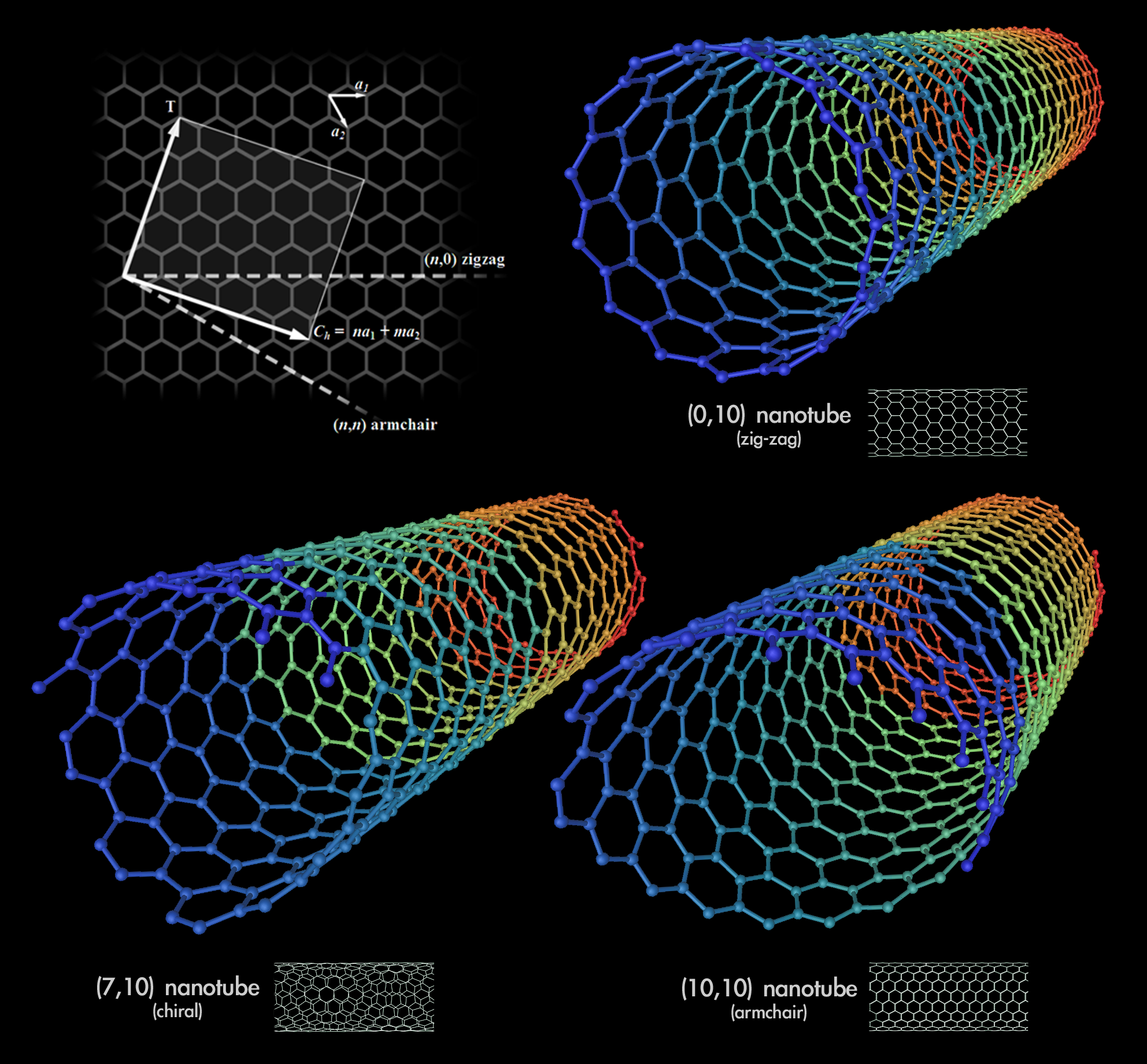
3D-Modell von drei verschiedenen Kohlenstoffröhren

Je nach Detail der Struktur ist die elektrische Leitfähigkeit innerhalb der Röhre metallisch oder halbleitend; es sind auch Kohlenstoffröhren bekannt, die bei tiefen Temperaturen supraleitend sind. Transistoren und einfache Schaltungen wurden bereits mit den halbleitenden Kohlenstoffnanoröhren hergestellt. Die Forschung sucht nach Möglichkeiten, komplexe elektrische Schaltungen aus verschiedenen Kohlenstoffnanoröhren gezielt herzustellen. Ein freitragender, einwandiger CNT (SWCNT) hat einen Durchmesser zwischen 0,4 nm und 6 nm und eine variable Länge von bis zu mehreren Mikrometern.
Einwandige CNTs haben eine Dichte von 1,3 bis 1,4 g/cm³, mehrwandige CNTs (MWCNT) von 1,8 g/cm³ und eine Zugfestigkeit von 30 GPa bei einwandiger und bis zu 63 GPa bei mehrwandiger Ausführung. Stahl im Vergleich hat eine Dichte von rund 7,85 g/cm³ und eine maximale Zugfestigkeit von 2 GPa. Daraus ergibt sich für mehrwandige CNTs rechnerisch ein ca. 135-mal so gutes Verhältnis von Zugfestigkeit zu Dichte (Reißlänge) wie für Stahl. Solche Rechenbeispiele sind jedoch nur rein theoretischer Natur – beispielsweise für einen Weltraumlift. In der Praxis ist ein Vergleich mit einer Kohlenstofffaser oder einer Stahlfaser sinnvoller, da ähnliche Mechanismen (Größeneffekt, Orientierung) die Zugfestigkeit erhöhen. Der Elastizitätsmodul liegt bei bis zu 1 TPa. Stahl besitzt im Vergleich einen Elastizitätsmodul von 210 GPa. Dies gilt jedoch nur für relativ kleine Abschnitte von Kohlenstoffnanoröhren (wenige mm).
Für die Elektronikindustrie sind vor allem die Strombelastbarkeit und die Wärmeleitfähigkeit interessant: Erstere beträgt schätzungsweise das tausendfache der Belastbarkeit von Kupferdrähten. Letztere ist bei Raumtemperatur mit 6000 W/(m·K) mehr als 2,5-mal so hoch wie die von natürlichem Diamant mit 2190 W/(m·K), dem besten natürlich vorkommenden Wärmeleiter. Da CNTs auch Halbleiter sein können, lassen sich aus ihnen Transistoren fertigen, die höhere Spannungen und Temperaturen als Siliciumtransistoren aushalten. Erste experimentelle, funktionsfähige Transistoren aus CNTs wurden bereits hergestellt.

## Anwendungen der Nanoröhren

Schematische animierte Darstellung der Struktur einer mehrwandigen Kohlenstoffnanoröhre

Bisher sind bis auf wenige Nischen noch keine Anwendungen für Nanoröhren in der industriellen Produktion beziehungsweise in marktreifen Produkten. Allerdings sind theoretische Einsatzgebiete für das sogenannte Buckypapier erforscht/denkbar. In der universitären und industriellen Forschung werden verschiedene Applikationen entwickelt.

### Transistoren aus Nanoröhren

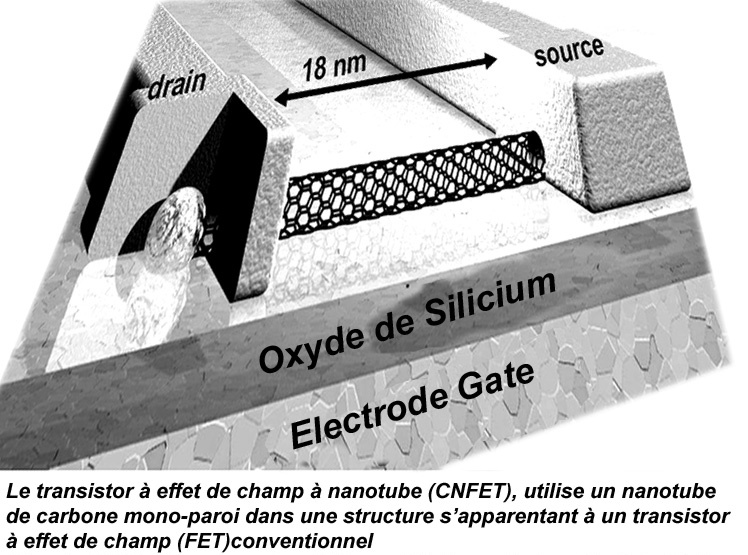
Struktur eines CNTFET, Objekt der Forschung

Für Transistoren aus Nanoröhren wird die halbleitende Eigenschaft bestimmter Nanoröhren ausgenutzt. An jedem Ende der Röhre befindet sich eine Elektrode (Source/Drain). Um die Röhre herum ist die Steuerelektrode des Transistors angeordnet. Bei prinzipiell gleicher Funktionsweise wie die eines Metall-Oxid-Halbleiter-Feldeffekttransistors (MOSFETs) erhofft man sich bessere Leistung. Feldeffekttransistoren mit Nanoröhren-Technologie werden als Kohlenstoff-Nanoröhren-Feldeffekttransistor (CNTFET) bezeichnet.

### Nanoröhrenspeicher
Mit Hilfe von CNTs können nichtflüchtige Datenspeicher realisiert werden. Dabei werden die Nanoröhren zwischen zwei Elektroden angeordnet. Ein elektrisches Feld zwischen den beiden Elektroden lässt die Nanoröhre sich bleibend zusammenziehen oder strecken. Im gestreckten Zustand stellt sie einen elektrischen Kontakt zu einer Substratelektrode dar und ermöglicht so einen Stromfluss. Laborversuche zeigen Schaltzeiten im Bereich von SRAM-Geschwindigkeiten.
Abgesehen von diesen Speichern, bei denen die Nanoröhre das Wirkprinzip realisiert, wird auch die Realisierung der Kapazität bei konventionellen DRAMs durch CNTs erforscht.

### Nanoröhren für Displays
Es lassen sich Felder von parallel aufgestellten Nanoröhren herstellen. Die prinzipielle Eignung als Bauteil für flache und selbstleuchtende Feldemissionsbildschirme wurde bereits demonstriert. Dabei dienen die scharfen Spitzen der Nanoröhren als Quelle für Elektronen durch Feldemission (winzige Elektronenkanone, Kaltkathode schon bei relativ geringen Spannungen), die wie bei einem herkömmlichen Fernsehgerät gegen einen Leuchtschirm beschleunigt werden.

### Nanoröhren für Messtechnik
CNTs werden auch als Spitzen für leistungsfähige Rastertunnelmikroskope (RTM) verwendet, die bereits im Handel verfügbar sind und gegenüber konventionellen RTM die Auflösung um den Faktor 10 verbessern.

### Nanoröhren zur Verbesserung von Kunststoffen
Nanoröhren werden mit herkömmlichem Kunststoffen gemischt, wodurch die mechanischen Eigenschaften der Kunststoffe verbessert werden. So konnte beispielsweise in Zugversuchen an einem Komposit aus Polyethylen und CNT bei einem CNT-Anteil von 1 % eine Verstärkung um 25 % gegenüber dem homopolymeren Polyethylen gemessen werden. Völkl lieferte eine erste Serie von 60.000 Tennisschlägern aus diesem Komposit aus.
Außerdem ist es möglich, elektrisch leitende Kunststoffe herzustellen. Forschungsarbeiten am Leibniz-Institut für Polymerforschung Dresden zeigen, dass die Zugabe von nur 0,04 % CNT ausreicht, um einen Kunststoff elektrisch leitfähig zu machen. Damit sind CNT herkömmlichen Leitfähigkeitsrußen in diesem Punkt überlegen.
Bei der Herstellung von Faserverbundwerkstoffen werden Nanoröhren auf den Fasern gezüchtet, um deren Anbindung an das umgebende Harz, die Matrix, zu verbessern. Daraus resultieren erhebliche Verbesserungen der mechanischen Eigenschaften.

### Nanoröhren für Flugzeuge
Lockheed Martin verwendet für das Tarnkappen-Mehrzweckkampfflugzeug F-35 Nanoröhren, um das Gewicht zu reduzieren. Um die Testphase für die Maschine nicht zu stark zu verlängern, wurden diese nur bei Teilen verwendet, die nicht oder nur wenig belastet werden. Hier kann die Zulassung neuer Techniken schneller erreicht werden.

### Kohlenstoff-Nanoröhren für mechanische Nutzanwendungen
Durch den Einschluss von Paraffin in einzelne Kohlenstoff-Nanoröhren (CNTs) kann ein Nanogarn aus Kohlenstoffnanoröhren hohe Gewichte tragen. Die gefüllten Nanoröhren werden zu einem geraden Garn oder zu einem gedrehten Garn gewickelt. Sie haben beide unterschiedliche Nutzanwendungen; der Antrieb ist der gleiche. Das Paraffin schmilzt beim Erhitzen und dehnt die Nanoröhre in ihrer Breite aus. Dadurch wird das Volumen der Nanoröhre erhöht und sie verkürzt sich. Für diesen Reaktionsablauf benötigt die Nanoröhre nur 40 Mikrosekunden. Das betrifft jedoch nur die Nanoröhre. Ob sich ein Schmelz-/Abkühlungszyklus in einer entsprechenden Geschwindigkeit realisieren lässt, bedarf (insbesondere bei ausgedehnteren Strukturen) der Untersuchung (Stand 2012).
Eine rotierende Bewegung wird durch das gedreht gesponnene Garn möglich, indem sich die CNTs ebenso verkürzen. Aufgrund der schnellen Reaktion des Paraffins und der Stabilität des Einbaus in die Kohlenstoffstruktur ist das Garn in der Lage, bis zu 11.500 Umdrehungen pro Minute durchzuführen. Abkühlung bringt das Nanogarn zurück in die Grundposition.

### Nanoröhren in dual wirkender elektrochemischer Batterie und gleichzeitiger CO2-Absorption
Forscher des Massachusetts Institute of Technology haben eine Batterie konstruiert, die beim Laden Kohlendioxid aus Abgas oder Luft einfängt und beim Entladen wieder abgibt.

### Weitere potenzielle Anwendungen
Ganze Bündel von Nanoröhren wurden bereits zu Fäden oder Matten verarbeitet, die als Werkstoff verwendet werden sollen. Bündel von Nanoröhren, die in einem Elektrolyt elektrisch aufgeladen werden, können auch als Aktor wirken.
Das Karlsruher Institut für Technologie (KIT) hatte im März 2011 veröffentlicht, dass es einen deutlichen Fortschritt bei der Erstellung von zyklenstabilen Lithiumakkus auf Basis von Kohlenstoffnanoröhrchen verzeichnen konnte. Gegenüber herkömmlichen Lithiumakkus kann eine Verdoppelung der Kapazität erreicht werden.
Einer amerikanischen Forschergruppe ist es gelungen, mit Hilfe von Nanoröhren das derzeit dunkelste Material, Vantablack, herzustellen. Es ist ein Viertel so hell wie die vorherige Schwarzreferenz (0,16 % Reflexion) aus einem Nickel-Phosphor-Gemisch, wobei der Körper noch eine spezielle Oberflächenstruktur hat. Das neue Material, eine Oberfläche, die mit unterschiedlich langen Nanoröhren dicht besetzt ist, reflektiert nur 0,045 % des einfallenden Lichtes. Potenzielle Einsatzbereiche des neuen Materials sind beispielsweise Sonnenkollektoren und die Abschirmung von Funkwellen in einem sehr breiten Frequenzbereich.

#### Chips und Computer
In der Halbleitertechnik wird auch der Einsatz von Nanoröhren als elektrisch leitende Verbindung, z. B. in Form von vertikalen Kontakten, erforscht, um damit Elektromigrationsprobleme zu umgehen. Durch die Kombination zweier Nanoröhren verschiedenen Durchmessers und mit unterschiedlichen elektrischen Eigenschaften lassen sich Dioden erzeugen. Man hofft, auf diese Art später ganze Computerschaltungen aus Nanoröhren herstellen zu können.
Forschern des Karlsruher Instituts für Technologie ist es in Zusammenarbeit mit dem DFG-Centrum für Funktionelle Nanostrukturen (CFN) gelungen, eine Nanoröhre als elektronischen Schalter zu nutzen. Durch Beschuss mit einem Elektronenstrahl lässt sich die Leitfähigkeit einer Nanoröhre lokal auf ein Tausendstel herabsetzen. Ursache dafür sind Quantenpunkte. Der Effekt ist reproduzierbar und reversibel. Der hohe Widerstand lässt sich durch eine hohe Spannung wieder zurücksetzen. Die Nanoröhre wird bei diesem gezielten Ein- und Ausschalten nicht beschädigt.
Einem Forscherteam an der Stanford University, Kalifornien unter der Leitung von Max Shulaker ist es gemäß einem Bericht im Fachmagazin Nature gelungen, einen funktionsfähigen, aus 178 Transistoren bestehenden Computer auf Basis Kohlenstoffnanoröhren zu realisieren. Der Rechner kann einige einfache Zahlenoperationen und einzelne Befehlssätze aus den 1980er Jahren ausführen.
Im Jahre 2014 wurde von Ken Takeuchi, Professor an der Faculty of Science and Engineering der Chuo University in Tokyo, und der Firma Nantero ein 140-nm-Single-Bit-NRAM demonstriert.

## Struktur der Nanoröhren

Benennungsschema Nanotubes

Kohlenstoffnanoröhren leiten sich von Graphen (einzelne Graphitschicht) ab, das zu einer Röhre aufgerollt ist: Die Kohlenstoffatome bilden eine wabenartige Struktur mit jeweils drei Bindungspartnern. Röhren mit ideal hexagonaler Struktur haben eine einheitliche Dicke und sind linear; es sind aber auch geknickte oder sich verengende Röhren möglich, die fünfeckige Kohlenstoffringe enthalten. Je nachdem, wie das Wabennetz des Graphits zur Röhre gerollt wird („gerade“ oder „schräg“), entstehen helikale (schraubenartig gewundene) und auch chirale (nicht-spiegelsymmetrische) Strukturen. In der Literatur wird zur Unterscheidung das Indexpaar (n, m) verwendet und zwischen drei Klassen unterschieden. Diese heißen im Englischen armchair (mit (n, n), achiral, helikal), zig-zag ((n,0), achiral, nicht-helikal) und chiral ((n, m), chiral, helikal). Die ersten beiden Namen beziehen sich auf die Form der Linie, die sich ergibt, wenn man den C-C-Bindungen entlang des Umfangs folgt.
Mit dem Indexpaar lässt sich auch die elektrische Leitfähigkeit bestimmen. Wenn {\displaystyle {\tfrac {n-m}{3}}} eine ganze Zahl ist, ist die Kohlenstoffnanoröhre elektrisch leitend, ansonsten halbleitend. Somit ist ein Drittel aller denkbarer Röhren leitend, zu denen z. B. auch alle armchair-CNTs zählen.

## Entdeckung und Herstellung
In den 1970er Jahren synthetisierte Morinobu Endo Kohlenstoffnanoröhren, konnte sie jedoch nicht beobachten und benannte sie auch nicht, machte sie aber für die Medizin als Filter nutzbar. 1987 wurde von Karsten Pietsch ein Lichtbogenverfahren zur Metallbeschichtung entwickelt; erst im Nachhinein wurde festgestellt, dass diese Beschichtung aus parallel gewachsenen, einwandigen Kohlenstoffnanoröhren besteht. Mehrwandige Kohlenstoffnanoröhren (auch MWNTs, engl. multi-walled nanotubes) wurden 1991 von Sumio Iijima mit einem Elektronenmikroskop zufällig entdeckt, nachdem er eine Lichtbogenentladung zwischen Kohlenstoffelektroden erzeugt hatte. Erst 1993 wurden die einwandigen Kohlenstoffnanoröhren entdeckt. Sie können ebenfalls im Lichtbogen hergestellt werden, wenn man Katalysatoren zusetzt. 1996 veröffentlichte der Nobelpreisträger Richard E. Smalley ein Laserverfahren zur Herstellung von einwandigen Kohlenstoffnanoröhren (auch SWNTs, engl. single-walled nanotubes), bei dem Graphit mit einem Laser abgetragen („verdampft“) wird. Außerdem entstehen Nanoröhren bei der katalytischen Zersetzung von Kohlenwasserstoffen. Mit diesem CVD-Verfahren (Chemical Vapor Deposition) kann man ganze Felder von weitgehend parallelen Röhren auf einem Substrat aufwachsen lassen. Jedes der drei Verfahren (Lichtbogen, Laser, CVD) ist inzwischen so weit entwickelt, dass damit größere Mengen gleichmäßiger (in Durchmesser, Länge, Defekte, Mehrwandigkeit) CNTs hergestellt werden können. Fertige Kohlenstoffnanoröhren können heutzutage von verschiedenen Herstellern in Gramm-Mengen erworben werden.

### Entfernung von Katalysatoren
Nanoskalige Metallkatalysatoren sind wichtige Bestandteile vieler effizienter Syntheseverfahren für CNTs, speziell der CVD-Synthese. Sie erlauben zudem ein gewisses Maß an Kontrolle über die Struktur und Chiralität der gebildeten CNTs. Während der Synthese können Katalysatoren kohlenstoffhaltige Verbindungen in röhrenförmigen Kohlenstoff verwandeln, werden dabei in der Regel jedoch auch selbst von teilgraphitischen Kohlenstoffschichten verkapselt. Auf diese Weise können sie zu einem Bestandteil des resultierenden CNT-Produkts werden. Derartige metallische Verunreinigungen können jedoch für viele Anwendungen von CNTs problematisch sein. Katalysatormetalle wie Nickel, Kobalt oder Yttrium können beispielsweise toxikologisch bedenklich sein. Während unverkapselte Katalysatormetalle verhältnismäßig einfach mit Mineralsäuren ausgewaschen werden können, erfordern mit Kohlenstoff verkapselte Katalysatorpartikel einen vorgeschalteten oxidativen Verfahrensschritt zum Öffnen ihrer Kohlenstoffhülle. Eine effektive Entfernung von Katalysatoren, speziell verkapselten, unter Erhalt der CNT-Struktur, stellt daher in der Regel eine verfahrenstechnische Herausforderung dar. Sie wurde für viele CNT-Qualitäten untersucht und individuell optimiert. Ein neuer Ansatz, solche Verkapselungen aufzubrechen und metallhaltige Katalysatoren zu verdampfen, besteht in einer extrem schnellen Erhitzung von CNTs und ihren Verunreinigungen in einem thermischen Plasmastrahl.

## Gesundheitliche Auswirkungen
Bisher noch nicht ausreichend erforscht sind gesundheitsschädigende, sogenannte nanotoxische Effekte, die im Zusammenhang mit Kohlenstoffnanoröhren auftreten können. Eine Argumentation weist auf die längliche räumliche Struktur hin, die der von Asbest ähnelt. Des Weiteren zeigen Tierversuche unterschiedliche Ergebnisse, insbesondere in Bezug auf Entzündungsreaktionen im Lungengewebe von Mäusen. Eine neuere Studie hat insbesondere die Aktivierung und Weiterleitung von entzündlichen Signalen durch mehrwandige Kohlenstoffnanoröhren über den Siglec-14-DAP12-Syk-Signalweg und die Möglichkeiten ihrer pharmakologischen Kontrolle aufgezeigt. In neueren Arbeiten zu den toxischen Wirkungen von Kohlenstoffnanoröhren finden die bei der Synthese verbleibenden metallischen Rückstände (Cobalt, Nickel, Molybdän und Eisen) aus dem Katalysator immer mehr Beachtung. Akut toxische Reaktionen gehen vermutlich auf diese Verunreinigungen zurück. Aufgereinigte Präparationen von CNTs zeigen keine akuten toxischen Effekte. Durch Zusätze von verzweigten „Antennen“ mit Carboxyl(-COO–)-Gruppen auf den Fullerenen (zu dessen Unterarten auch Kohlenstoffnanoröhren gehören) werden hydrophile Fullerene geschaffen, die nervenzellschützend wirken sollen. Die Bedingung dafür ist wieder die Reinheit des Fullerens bzw. der Kohlenstoffnanoröhre (keine Metalle, Radikale usw.). In Studien an Ratten haben bestimmte Formen von CNTs Lungenfibrosen und Lungentumoren ausgelöst. 
Eine interessante Entdeckung betrifft die Interaktion von kohlenstoffbasierten Nanomaterialien, einschließlich einwandiger Kohlenstoffnanoröhren, mit der Darmmikrobiota. Eine Studie hat gezeigt, dass diese Nanomaterialien von der Darmmikrobiota von Mäusen fermentiert werden können, wodurch anorganischer Kohlenstoff aus den CNTs in organische Butyrate umgewandelt wird. Diese Interaktion könnte Auswirkungen auf die Funktion (Proliferation und Differenzierung) von Darmstammzellen haben.

## Industrielle Verwirklichung
Von Januar 2010 bis 2013 betrieb die Bayer AG die weltgrößte Pilot-Produktionsanlage für Kohlenstoff-Nanoröhren mit einer Kapazität von 200 Tonnen pro Jahr.

## Belege
1. ↑  Ron Dagani: Nanotube Strands Are Centimeters Long. In: Chemical & Engineering News. Band 80, Nr. 18, 2002, S. 11 (acs.org).
2. ↑  R. Zhang, Y. Zhang, Q. Zhang, H. Xie, W. Qian, F. Wei: Growth of Half-Meter Long Carbon Nanotubes Based on Schulz-Flory Distribution. In: American Chemical Society (Hrsg.): ACS Nano. Band 7, Nr. 7, 2013, S. 6156–6161, doi:10.1021/nn401995z.
3. ↑  Siegmar Roth: Kohlenstoff-Nanoröhrchen. In: Forschungsbericht 2005 - Max-Planck-Institut für Festkörperforschung. Max Plack Gesellschaft, abgerufen am 6. August 2024.
4. ↑  Abraao C. Torres-Dias, Tiago F.T. Cerqueira, Wenwen Cui, Miguel A.L. Marques, Silvana Botti: From mesoscale to nanoscale mechanics in single-wall carbon nanotubes. In: Carbon. Band 123, Oktober 2017, S. 145–150, doi:10.1016/j.carbon.2017.07.036.
5. ↑  S.H. Kim, G.W. Mulholland, M.R. Zachariah: Density measurement of size selected multiwalled carbon nanotubes by mobility-mass characterization. In: Carbon. Band 47, Nr. 5, 2009, S. 1297–1302, doi:10.1016/j.carbon.2009.01.011.
6. ↑  Min-Feng Yu: Tensile Loading of Ropes of Single Wall Carbon Nanotubes and their Mechanical Properties. In: Physical Review Letters. Band 84, Nr. 24, 2000, S. 5552–5555, doi:10.1103/PhysRevLett.84.5552.
7. ↑  Min-Feng Yu, Oleg Lourie, Mark J. Dyer, Katerina Moloni, Thomas F. Kelly, Rodney S. Ruoff: Strength and Breaking Mechanism of Multiwalled Carbon Nanotubes Under Tensile Load. In: Science. Band 287, Nr. 5453, 2000, S. 637–640, doi:10.1126/science.287.5453.637.
8. ↑  T. R. Anthony: Thermal diffusivity of isotopically enriched. In: Physical Review B. Band 42, Nr. 2, 1990, S. 1104–1111, doi:10.1103/PhysRevB.42.1104.
9. ↑  Fischer, Matthias: Analyse des mechanischen Verhaltens von Miniaturprüfkörpern aus Polyethylen-Kohlenstoffnanoröhrchen-Compositen unter Zugbelastung, Bachelorarbeit, Martin-Luther-Universität Halle-Wittenberg, Institut für Physik, 2010, S. 31–32.
10. ↑  B. Krause, M. Ritschel, C. Täschner, S. Oswald, W. Gruner, A. Leonhardt, P. Pötschke: Comparison of nanotubes produced by fixed bed and aerosol-CVD methods and their electrical percolation behaviour in melt mixed polyamide 6.6 composites. In: Composites Science and Technology. Band 70, Heft 1, 2010, S. 151–160, doi:10.1016/j.compscitech.2009.09.018 (englisch).
11. ↑  Lockheed Martin reveals F-35 to feature nanocomposite structures
12. ↑  Eine Batterie als CO2-Fänger, erschienen in scinexx, das wissensmagazin
13. ↑  Neuartiger Kohlenstoff-Nanoröhren-Aktor – Potenzial und Herstellung - Tagungsbeiträge - VDE VERLAG. Abgerufen am 19. Juli 2022.
14. ↑  KIT: Neues Batteriematerial für Elektrofahrzeuge
15. ↑  Zu-Po Yang, Lijie Ci, James A. Bur, Shawn-Yu Lin, Pulickel M. Ajayan: Experimental Observation of an Extremely Dark Material Made By a Low-Density Nanotube Array. In: Nano Letters. Band 8, Nr. 2, 2008, S. 446–451, doi:10.1021/nl072369t.
16. ↑  KIT-Wissenschaftler entdecken unerwarteten elektronischen Effekt. Abgerufen am 18. Mai 2012.
17. ↑  Max M. Shulaker, Gage Hills, Nishant Patil, Hai Wei, Hong-Yu Chen, H.-S. Philip Wong, Subhasish Mitra: Carbon nanotube computer. In: 501. Nature, 25. September 2013, S. 526 – 530, abgerufen am 26. September 2013 (englisch).
18. ↑  Nora Schlüter: Erster Computer aus Kohlenstoff. wissenschaft.de, 25. September 2013, abgerufen am 14. September 2019.
19. ↑  Heinz Arnold: Nantero: Neue NRAMs gehen in Serienproduktion: Der heilige Gral der Speichertechnik - endlich gefunden? www.elektroniknet.de, 5. Juni 2015, abgerufen am 6. Juni 2015.
20. ↑  Teri Wang Odom, Jin-Lin Huang, Philip Kim, Charles M. Lieber: Structure and Electronic Properties of Carbon Nanotubes. In: The Journal of Physical Chemistry B. Band 104, Nr. 13, 1. April 2000, ISSN 1520-6106, S. 2794–2809, doi:10.1021/jp993592k.
21. ↑  Yamada T, Namai T, Hata K, Futaba DN, Mizuno K, Fan J et al.: Size-selective growth of double-walled carbon nanotube
forests from engineered iron catalysts. In: Nature Nanotechnology. 1. Jahrgang, 2006, S. 131–136, doi:10.1038/nnano.2006.95.
22. ↑  MacKenzie KJ, Dunens OM, Harris AT: An updated review of synthesis parameters and growth mechanisms for carbon nanotubes in fluidized beds. In: Industrial & Engineering Chemical Research. 49. Jahrgang, 2010, S. 5323–5338, doi:10.1021/ie9019787.
23. ↑  Jakubek LM, Marangoudakis S, Raingo J, Liu X, Lipscombe D, Hurt RH: The inhibition of neuronal calcium ion channels by trace levels of yttrium released from carbon nanotubes. In: Biomaterials. 30. Jahrgang, 2009, S. 6351–6357, doi:10.1016/j.biomaterials.2009.08.009.
24. ↑  Hou P-X, Liu C, Cheng H-M: Purification of carbon nanotubes. In: Carbon. 46. Jahrgang, 2008, S. 2003–2025, doi:10.1016/j.carbon.2008.09.009.
25. ↑  Ebbesen TW, Ajayan PM, Hiura H, Tanigaki K: Purification of nanotubes. In: Nature. 367. Jahrgang, 1994, S. 519, doi:10.1038/367519a0.
26. ↑  Xu Y-Q, Peng H, Hauge RH, Smalley RE: Controlled multistep purification of single-walled carbon nanotubes. In: Nano Letters. 5. Jahrgang, 2005, S. 163–168, doi:10.1021/nl048300s.
27. ↑  Meyer-Plath A, Orts-Gil G, Petrov S et al.: Plasma-thermal purification and annealing of carbon nanotubes. In: Carbon. 50. Jahrgang, 2012, S. 3934–3942, doi:10.1016/j.carbon.2012.04.049.
28. ↑  Caitlin Fisher, Amanda E. Rider, Zhao Jun Han, Shailesh Kumar, Igor Levchenko: Applications and Nanotoxicity of Carbon Nanotubes and Graphene in Biomedicine. In: Journal of Nanomaterials. Band 2012, 28. Mai 2012, ISSN 1687-4110, S. e315185, doi:10.1155/2012/315185.
29. ↑  Katharine Sanderson: Carbon nanotubes: the new asbestos? In: Nature News. 2008, doi:10.1038/news.2008.845.
30. ↑  Study Says Carbon Nanotubes as Dangerous as Asbestos. In: Scientific American, 15. Februar 2008.
31. ↑  Margarita R. Chetyrkina, Fedor S. Fedorov, Albert G. Nasibulin: In vitro toxicity of carbon nanotubes: a systematic review. In: RSC Advances. Band 12, Nr. 25, 23. Mai 2022, ISSN 2046-2069, S. 16235–16256, doi:10.1039/D2RA02519A.
32. ↑  Thorwald Ewe: Ein Wunderstoff und was aus ihm wurde Fullerene und Nanoröhren. Auf: wissenschaft.de vom 14. November 2000.
33. ↑  Jie Dong, Qiang Ma: Myofibroblasts and lung fibrosis induced by carbon nanotube exposure. In: Particle and Fibre Toxicology. Band 13, Nr. 1, Dezember 2016, doi:10.1186/s12989-016-0172-2, PMID 27814727, PMC 5097370 (freier Volltext).
34. ↑  Masumi Suzui, Mitsuru Futakuchi, Katsumi Fukamachi, Takamasa Numano, Mohamed Abdelgied, Satoru Takahashi, Makoto Ohnishi, Toyonori Omori, Shuji Tsuruoka, Akihiko Hirose, Jun Kanno, Yoshimitsu Sakamoto, David B. Alexander, William T. Alexander, Xu Jiegou, Hiroyuki Tsuda: Multiwalled carbon nanotubes intratracheally instilled into the rat lung induce development of pleural malignant mesothelioma and lung tumors. In: Cancer Science. Band 107, Nr. 7, Juli 2016, S. 924–935, doi:10.1111/cas.12954, PMID 27098557, PMC 4946724 (freier Volltext).
35. ↑  Xuejing Cui, Xiaoyu Wang, Xueling Chang, Lin Bao, Junguang Wu, Zhiqiang Tan, Jinmei Chen, Jiayang Li, Xingfa Gao, Pu Chun Ke, Chunying Chen: A new capacity of gut microbiota: Fermentation of engineered inorganic carbon nanomaterials into endogenous organic metabolites. In: Proceedings of the National Academy of Sciences of the United States of America. Band 120, Nr. 20, 2023, S. e2218739120, doi:10.1073/pnas.2218739120, PMID 37155879.
36. ↑  Fachportal process.de Beitrag (Seite nicht mehr abrufbar. Suche in Webarchiven) vom 11. Februar 2010, abgerufen am 19. Februar 2010.
37. ↑  Bayer beendet Forschung an Kohlenstoff-Nanoröhrchen, Laborpraxis, 15. Mai 2013